# Gerhard Flesch
Gerhard Friedrich Ernst Flesch (18. oktober 1909 i Posen i Tyskland – 28. februar 1948 henrettet på Kristiansten fæstning i Trondheim) var Obersturmbannführer og kommandør for sikkerhedstjenesten SD i Bergen fra sommeren 1940. I Trondheim fra 11. oktober 1941 til kapitulationen. En del af hans ansvarsområde i Trondheim var Falstad fangelejr. Han rapporterede til Heinrich Fehlis.
Han sluttede sig til NSDAP i 1933, og i 1934 var han cand. jur. I 1936 blev han udnævnt af Reinhard Heydrich i Gestapo til at følge med i, hvad religiøse grupper i Tyskland lavede. I 1938 deltog han i den tyske indmarch i Sudetenland og året efter i anneksionen af Böhmen og Mähren. Han tjenestegjorde derefter som rådgiver for gauleiter Fritz Sauckel i Thüringen.
Da anden verdenskrig brød ud med angrebet på Polen i 1939, blev han leder af en Einsatzkommando i Posen, og ved felttoget mod Frankrig deltog han som medlem af 3. SS-division Totenkopf.
Han blev dømt til døden for tortur og drab og blev henrettet ved skydning på Kristiansten fæstning i Trondheim den 28. februar 1948 omkring midnat.